# Arrens-Marsous
Arrens-Marsous é uma comuna francesa na região administrativa de Occitânia, no departamento dos Altos Pirenéus. Estende-se por uma área de 100,55 km², Em 2010 a comuna tinha 735 habitantes (densidade: 7,3 hab./km²)..